# 内田拓志
内田 拓志（うちだ ひろし、1980年6月4日 - ）は、テレビ新潟放送網 (TeNY) のアナウンサー。
岡山県岡山市出身。関西大学社会学部マス・コミュニケーション学科卒業。関大在学時には生田教室にも通っていた。
2005年入社。
第29回（2008年）NNSアナウンス大賞にて最優秀新人賞を受賞する。

## 担当番組
- 新潟一番サンデープラス 祝 世界文化遺産登録！ まるっと「佐渡」スペシャル - 中継（2024年8月11日）
- 夕方ワイド新潟一番[3]
- とことんアルビ!! - 月に1回放送の土曜版『とことんアルビ!!DX』にも出演[3]。
- スポーツ中継
- シネマレビュー
- TeNYニュース